# Oltre il male
Oltre il male (At the Devil's Door) è un film del 2014 scritto e diretto da Nicholas McCarthy.

## Trama
Hannah è profondamente innamorata di un ragazzo, che la convince a giocare a un gioco con un vecchio messicano in cambio di molti soldi. Alla fine del gioco, alla ragazza viene dato il denaro, ma le viene detto di fermarsi all'incrocio e di sussurrare il suo nome, così "Lui" potrà entrare dentro di lei quando sarà il momento.
Leigh è una giovane agente immobiliare e il suo unico familiare è la pittrice Vera, sua sorella minore. L'agente vorrebbe che sua sorella avesse dei figli, per far continuare l'albero genealogico della sua famiglia visto che la stessa non può averli. Nel bel mezzo di un accordo immobiliare, Leigh si troverà rinchiusa dentro una casa mentre Vera sta presentando la sua galleria d'arte. Mandandole un messaggio di congratulazioni, alla donna appare la figura di Hannah, che la uccide solo col tocco. Prima di morire, Leigh vede il passato della ragazza: aveva visto e e sentito cose anomale, e perduto spesso il controllo del proprio corpo, decidendo così di suicidarsi.
Vera, dopo un sogno premonitore, scopre della morte della sorella. Il suo sesto senso le dice di indagare su Hannah, l'adolescente suicida, scoprendo che lei aspettava un bambino, nonostante non avesse avuto un rapporto sessuale. Vera viene aggredita da una misteriosa presenza che la fa andare in coma per otto mesi. Al risveglio si ritrova incinta. Dopo aver partorito la bambina, decide di darla in affidamento.
Sei anni dopo: Vera, dopo un lungo ripensamento, decide di rivedere sua figlia. La bambina è molto interessata alle tragedie del mondo. La donna le confida di sapere che lei è in realtà il diavolo, l'anticristo, che ha controllato il corpo di Hannah per rinascere sotto forma di umano. Dopo un lungo inseguimento, Vera non riesce ad ucciderla. Anzi, si fa sedurre dalla figlia e decide di portarla con sé. Alla fine della storia, la bambina sussurra i primi versi dell'Apocalisse.

## Produzione
Il film è stato annunciato nel 2012, mentre le riprese si sono svolte nel 2013.

## Accoglienza
Rotten Tomatoes assegna all'opera un gradimento del 43% sulla base di 23 recensioni. Ciononostante, a tale giudizio è associato il voto di 6,01, che coincide comunque con la sufficienza. Mediacritic gli assegna invece 47 punti su 100 sulla base di 8 recensioni.